# Formation de Kundaram
La formation de Kundaram est une formation géologique d'Inde, située dans le bassin de Pranhita-Godavari (en). 

## Présentation
L'unité mesure entre 250 et 400 mètres d'épaisseur et à sa base se compose d'altérations de grès-mudstone, suivies d'une séquence dominée par du mudstone rouge avec des lits de lentilles de grès peu fréquents, avec un schiste ferrugineux mineur dans les grès. Il a été déposé dans des conditions fluviales et est considéré comme datant du Permien supérieur. Une faune terrestre abondante est connue à partir de nodules trouvés près du village de Golleti dans le district d'Adilabad à Telangana, la seule faune de ce type connue du Permien de l'Inde. La faune trouvée comprend les dicynodontes Endothiodon (en), Dicynodontoides (en), Pristerodon (en) et Sauroscaptor (en) ainsi qu'un petit captorhinidé et un gorgonopsien indéterminé de taille moyenne.